# Macintosh IIsi

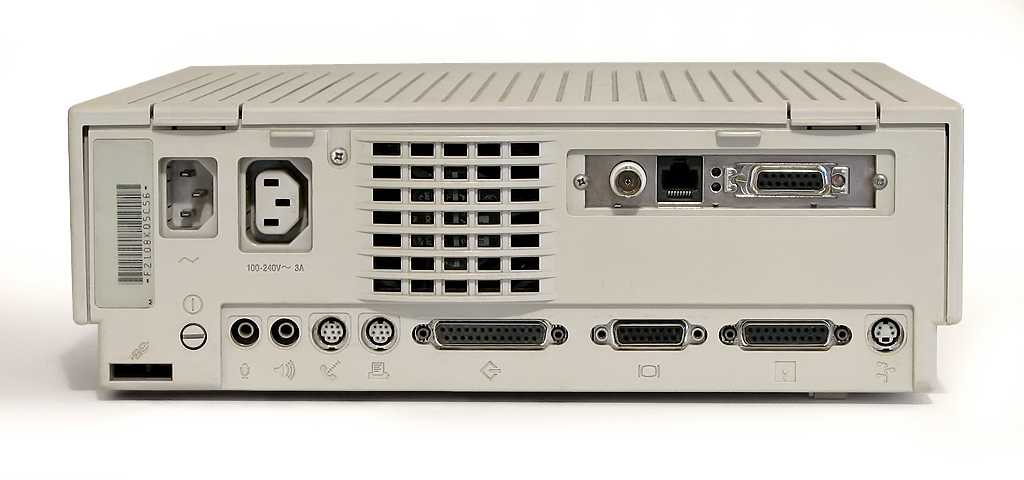
Macintosh IIsi, achteraanzicht met een optionele Ethernet card met 10base2, 10baseT and AUI connectoren

De Macintosh IIsi is een computer die ontwikkeld en verkocht werd door Apple Computer van oktober 1990 tot maart 1993. De IIsi werd geïntroduceerd als een goedkoper alternatief voor de andere Macintosh II-modellen. In 1993 werd de IIsi opgevolgd door de Centris 610.

## Ontwerp
De Macintosh IIsi werd gepositioneerd onder de Macintosh IIci als het professionele instapmodel van Apple, maar was vooral populair voor thuisgebruik omdat hij meer uitbreidbaarheid en betere prestaties bood dan de Macintosh LC, die tegelijkertijd werd geïntroduceerd. Net als de LC heeft de IIsi ingebouwde geluidsondersteuning en ondersteuning voor kleurenschermen met een maximale schermresolutie van 640×480 pixels in 8-bit kleur. 
De compacte desktop-behuizing van de IIsi was een van de weinige Macintosh-ontwerpen die voor geen enkel ander Macintosh-model werd gebruikt. De prijs van het toestel werd gedrukt door een herontwerp van het moederbord, waarbij een andere geheugencontroller gebruikt werd en het L2-cacheslot en alle uitbreidingskaartsleuven op het Processor Direct Slot na verwijderd werden. 
De IIsi werd geleverd met een interne harde schijf van 40 of 80 MB en een diskettestation van 1,44 MB. Er was een speciale overbruggingskaart voor de IIsi beschikbaar om het Processor Direct Slot om te zetten in een standaard intern NuBus-kaartslot, compatibel met andere machines in de Macintosh II-familie. De MC 68882 FPU was een optionele uitbreiding die op deze overbruggingskaart geïnstalleerd werd. De NuBus-kaart werd vervolgens horizontaal boven het moederbord gemonteerd.
De IIsi was ontworpen om gemakkelijk en goedkoop te worden vervaardigd, zodat er geen gereedschap nodig was om er een in elkaar te zetten: alles werd op zijn plaats gehouden met clips of grendels. Om kosten te besparen gebruikte de IIsi echter het RAM-geheugen van het systeem als framebuffer, wat tot gevolg had dat de video aanzienlijk vertraagd werd, vooral omdat de IIsi 1 MB trage RAM op het moederbord gesoldeerd had. Om dit probleem te omzeilen werd gesuggereerd om de disk-cache van het systeem groot genoeg in te stellen om de computer te dwingen video-RAM te halen uit het snellere RAM-geheugen dat in de SIMM-banken geïnstalleerd was.
Samen met de LC was de IIsi een van de eerste Macintoshes met een audio-invoer. De geluidsuitvoer van de IIsi heeft de nare gewoonte om na verloop van tijd af en toe even weg te vallen. Dit wordt veroorzaakt door een slecht contact tussen het moederbord en het dochterbord waarop de monoluidspreker gemonteerd is. Het probleem kan worden opgelost door het moederbord te verwijderen en met een potloodgum de veercontacten van het dochterbord schoon te maken.  Aangezien de IIsi de enige Macintosh is die deze behuizing gebruikt, zijn deze problemen nooit verholpen in een volgend model. 
Aangezien de IIsi eigenlijk een vereenvoudige IIci was, kon het klokkristal vrij gemakkelijk vervangen worden om de kloksnelheid van het systeem te verhogen tot 25 MHz voor een lichte verbetering van de prestaties en een grote toename van de videoweergavesnelheid.

## Specificaties
- Processor: Motorola 68030, 20 MHz
- FPU : geen (optionele Motorola 68882)
- PMMU : geïntegreerd in de processor
- Systeembus snelheid: 20 MHz
- ROM-grootte: 512 kB
- Databus: 32 bit
- RAM-type: 100 ns 30-pin SIMM
- Standaard RAM-geheugen: 1 MB
  - Uitbreidbaar tot maximaal 17 MB[a]
  - RAM-sleuven: 4 (per vier)
- Standaard video-geheugen: 64-320 kB[b]
  - Uitbreidbaar tot maximaal 64-320 kB[b]
- Standaard diskettestation: 3,5-inch, 1,44 MB
- Standaard harde schijf: 40 of 80 MB
- Uitbreidingssleuven: PDS[c]
- Type batterij: 3,6 volt Lithium
- Uitgangen:
  - 1 ADB-poort (mini-DIN 4) voor toetsenbord en muis
  - 1 video-poort (DB-15)
  - 1 SCSI-poort (DB-25)
  - 1 diskettestation (DB-19)
  - 2 seriële poorten (mini-DIN-8)
  - 1 audio-in (3,5 mm jackplug)
  - 1 audio-uit (3,5 mm jackplug)
- Ondersteunde systeemversies: 6.0.7 t/m 7.6.1 en A/UX 2.0.1 t/m 3.1.1
- Afmetingen: 10,16 cm × 31,5 cm × 37,8 cm (hxbxd)
- Gewicht: 4,5 kg

Uit productie: 1984: Macintosh 128K, Macintosh 512K · 1985: Macintosh XL · 1986: Macintosh Plus · 1987: Macintosh II, Macintosh SE · 1988: Macintosh IIx · 1989: Macintosh SE/30, Macintosh IIcx, Macintosh IIci, Macintosh Portable · 1990: Macintosh IIfx, Macintosh Classic, Macintosh IIsi, Macintosh LC serie · 1991: Macintosh Quadra 700, Macintosh Quadra 900, Apple PowerBook · Macintosh Classic II · 1992: Macintosh IIvx, Macintosh Quadra 950, PowerBook Duo, Macintosh Performa serie · 1993: Macintosh Centris serie, Macintosh Color Classic, Macintosh TV · Apple Workgroup Server · 1994: Power Macintosh · 1997: Power Macintosh G3, PowerBook G3, Twentieth Anniversary Macintosh · 1998: iMac · 1999: iBook, Power Mac G4 · 2000: Power Mac G4 Cube · 2001: PowerBook G4 · 2002: eMac, iMac G4 · 2003: Xserve, Power Mac G5 · 2004: iMac G5 · 2005: Mac mini · 2006: MacBook · 2015: MacBook (Retina) · 2017: iMac Pro

Huidige modellen: MacBook Air, MacBook Pro, iMac, Mac mini, Mac Studio, Mac Pro